# SIZZY
SIZZY（旧：SISSY）は、2019年にGMMTVに所属するジェーン・ラミダー・ジーラノラパット、ジャン・プローイションプー・スパサップ、アーイ・サランチャナー・アピーサマイモンコン、サイシー・アピチャー・サエチャンの4人の女性アーティストによって結成されたタイのガールグループ。 

## 経歴
2019年10月28日に、GMMTVが新しいガールグループ「SISSY」の結成を発表する。   メンバーは『ティーンエイジ・マム』や『The Gifted』に出演したことで知られるジェーン・ラミダー・ジーラノラパット、『SOTUS S』のジャン・プローイションプー・スパサップ、『Friend Zone』のアーイ・サランチャナー・アピーサマイモンコン、『YOUniverse』のサイシー・アピチャー・サエチャンの4名。 
2019年11月5日に、ファーストシングル "ชักช้า（เอิงเอย）"（Loading Love）をリリースし、正式にデビューした。ミュージックビデオには同じGMMTVに所属するアーティスト、ルーク・イシカワ・プラウデンが出演している。 
2020年8月、グループ名をSIZZYに変更する。  
2020年8月5日、コーラパット・クッパン（ナノン）を迎えたセカンドシングル "เปลี่ยนคะแนนเป็นแฟนได้ไหม"（Love Score）をリリースした。  
2024年、ジェーンがGMMTVとの契約終了を発表。これに伴いグループとしての活動終了し解散となった。

## メンバー
- ジェーン・ラミダー・ジーラノラパット
- ジャン・プローイションプー・スパサップ
- アーイ・サランチャナー・アピーサマイモンコン
- サイシー・アピチャー・サエチャン

## ディスコグラフィー
| 年   | 曲名                                                                       | 備考                                    |
| ---- | -------------------------------------------------------------------------- | --------------------------------------- |
| 2019 | ชักช้า (เอิงเอย)：Loading Love                                                | [ 9 ]                                   |
| 2020 | เปลี่ยนคะแนนเป็นแฟนได้ไหม (Love Score)                                         | SIZZY x NANON                           |
| 2021 | ห้ามใจ (Unstoppable)                                                        | [ 11 ]                                  |
| 2022 | พิสูจน์ (Prove It)                                                            | 『Oops! Mr. Superstar Hit On Me』挿入歌 |
| 2022 | รับผิดชอบใจฉันด้วย (LOVE RESPONSE) Rub Phid Chob Jai Chan Duai (LOVE RESPONSE) | SIZZY x EARTHMIX                        |

## 受賞歴
| 年   | 賞                   | 部門           | 対象作品   | Ref.   |
| ---- | -------------------- | -------------- | ---------- | ------ |
| 2020 | ズームダラ・アワード | 人気シングル曲 | Love Score | [ 14 ] |